# قرار مجلس الأمن التابع للأمم المتحدة رقم 520
قرار مجلس الأمن التابع للأمم المتحدة رقم 520، المتخذ بالإجماع في 17 أيلول / سبتمبر 1982، بعد اغتيال الرئيس اللبناني بشير الجميل، والتأكيد على القرارات 508 (1982)، 509 (1982) و516 (1982)، طالب المجلس إسرائيل بالانسحاب الفوري من لبنان، واحترام السيادة اللبنانية لاستعادة حكومة مستقرة في لبنان.
وطالب القرار بإعادة المواقع التي احتلتها إسرائيل قبل 15 سبتمبر 1982، كخطوة أولى نحو التنفيذ الكامل للقرار. كما أعاد تأكيد القرارين 512 (1982) و513 (1982) اللذين يدعوان إلى احترام حقوق السكان المدنيين دون أي تمييز، وينبذ جميع أعمال العنف ضد هؤلاء السكان.
وأيد المجلس جهود الأمين العام لتنفيذ قرار مجلس الأمن 516 (1982) بشأن نشر مراقبي الأمم المتحدة لرصد الوضع في بيروت وما حولها، وطالب جميع الأطراف المعنية بالتعاون الكامل في تطبيق ذلك القرار. وأخيراً، طلب أيضاً من الأمين العام أن يبقي المجلس على علم بالتطورات في أقرب وقت ممكن وفي موعد لا يتجاوز أربع وعشرين ساعة.